# Mistrzostwa Europy U-19 w Piłce Nożnej 2010
Mistrzostwa Europy U-19 w piłce nożnej 2010 odbyły się w dniach 18-30 lipca 2010 we Francji. W turnieju będą mogli zagrać zawodnicy, którzy urodzili się po 1 stycznia 1991 roku.

## Uczestnicy
| Drużyna    | Liczba występów | Najlepszy wynik                            |
| ---------- | --- | ------------------------------------------ |
| Anglia     | 13 (1981, 1983, 1984, 1990, 1992, 1993, 1996, 1998, 2002, 2003, 2005, 2008, 2009)                                           | Mistrzostwo (1993)                         |
| Austria    | 5 (1981, 1982, 2003, 2006, 2007)                                                                                            | Półfinał (2003. 2006)                      |
| Chorwacja  | 2 (1998, 2000) | III miejsce (1998)                         |
| Francja    | 12 (1981, 1983, 1993, 1994, 1996, 1997, 1999, 2000, 2003, 2005, 2007, 2009)                                                 | Mistrzostwo (1983, 1996, 1997, 2000, 2005) |
| Hiszpania  | 20 (1981, 1982, 1983, 1984, 1988, 1990, 1993, 1994, 1995, 1996, 1997, 1998, 1999, 2001, 2002, 2004, 2006, 2007, 2008, 2009) | Mistrzostwo (1995, 2002, 2004, 2006, 2007) |
| Holandia   | 5 (1982, 1988, 1993, 1994, 1995, 2000)                                                                                      | IV miejsce (1994. 1995)                    |
| Portugalia | 14 (1982, 1984, 1988, 1990, 1992, 1993, 1994, 1996, 1997, 1998, 1999, 2003, 2006, 2007)                                     | Mistrzostwo (1999)                         |
| Włochy     | 14 (1981, 1983, 1984, 1986, 1995, 1996, 1999, 2003, 2004, 2008)                                                             | Mistrzostwo (2003)                         |

## Stadiony
| Caen                                    | Saint-Lô                          | Flers                             |
| --------------------------------------- | --------------------------------- | --------------------------------- |
| Stade Michel d’Ornano                   | Stade Louis Villemer              | Stade du Hazé                     |
| Liczba miejsc: 21 500                   | Liczba miejsc: 4 659              | Liczba miejsc: 3 501              |
|                                         |                                   |                                   |
| Bayeux                                  | CaenSaint-LôFlersBayeuxMondeville | CaenSaint-LôFlersBayeuxMondeville |
| Stade Henry Jeanne Liczba miejsc: 3 444 | CaenSaint-LôFlersBayeuxMondeville | CaenSaint-LôFlersBayeuxMondeville |
| Mondeville                              | CaenSaint-LôFlersBayeuxMondeville | CaenSaint-LôFlersBayeuxMondeville |
| Stade Michel Farré Liczba miejsc: 2 302 | CaenSaint-LôFlersBayeuxMondeville | CaenSaint-LôFlersBayeuxMondeville |

## Grupa A
| Zespół   | Pkt | M | W | R | P | Br+ | Br- | +/- |
| -------- | --- | - | - | - | - | --- | --- | --- |
| Francja  | 7   | 3 | 2 | 1 | 0 | 10  | 2   | +8  |
| Anglia   | 4   | 3 | 1 | 1 | 1 | 4   | 4   | 0   |
| Austria  | 3   | 3 | 1 | 0 | 2 | 3   | 8   | -5  |
| Holandia | 3   | 3 | 1 | 0 | 2 | 2   | 5   | -3  |

| 18 lipca 2010 18:00 CET | Austria · Alaba 52' · Trauner 73' | 2:30:2Raport | Anglia · 13' 29' Nouble · 55' Cruise | Stade du Hazé. Flers Sędzia: Markus Strömbergsson |
|                         |                                   |              |                                      |                                                   |

| 18 lipca 2010 20:00 CET | Francja · Kakuta 20' · Bakambu 37' 90+3' · Martins Indi 84' (sam.) | 4:12:0 | Holandia · 55' Cabral | Stade Michel d’Ornano, Caen Sędzia: Vladislav Bezborodov |
|                         |                                                                    |        |                       |                                                          |

| 21 lipca 2010 18:00 CET | Francja · 19' 73'Griezmann · 66' 83'Lacazette · Reale 80' | 5:01:0Raport | Austria | Stade du Hazé. Flers Sędzia: Alan Black |
|                         |                                                           |              |         |                                         |

| 21 lipca 2010 18:00 CET | Holandia · Berghuis 6' | 1:0Raport | Anglia | Stade Henry Jeanne. Bayeux Sędzia: Gediminas Mazeika |
|                         |                        |           |        |                                                      |

| 24 lipca 2010 18:00 CET | Anglia · Phillips 90+3' | 1:10:0Raport | Francja · 56' Tafer | Stade Louis Villemer. Saint-Lô Sędzia: Stephan Studer |
|                         |                         |              |                     |                                                       |

| 24 lipca 2010 18:00 CET | Holandia | 0:10:0Raport | Austria · 87' (k.) Djuricin | Stade Michel Farré. Mondeville Sędzia: Matej Jug |
|                         |          |              |                             |                                                  |

## Grupa B
| Zespół     | Pkt | M | W | R | P | Br+ | Br- | +/- |
| ---------- | --- | - | - | - | - | --- | --- | --- |
| Hiszpania  | 9   | 3 | 3 | 0 | 0 | 7   | 2   | +5  |
| Chorwacja  | 4   | 3 | 1 | 1 | 1 | 6   | 2   | +4  |
| Portugalia | 3   | 3 | 1 | 0 | 2 | 3   | 7   | -4  |
| Włochy     | 1   | 3 | 0 | 1 | 2 | 0   | 5   | -5  |

| 18 lipca 2010 16:00 CET | Chorwacja · Andrijasević 42' | 1:21:0Raport | Hiszpania · 53' Alcántara · 64' Rodri | Stade Henry Jeanne. Bayeux Sędzia: Alan Black |
|                         |                              |              |                                       |                                               |

| 18 lipca 2010 16:00 CET | Włochy | 0:20:0Raport | Portugalia · 51' Oliveira · 63' Oliveira | Stade Michel Farré. Mondeville Sędzia: Gediminas Mazeika |
|                         |        |              |                                          |                                                          |

| 21 lipca 2010 15:00 CET | Hiszpania · 12' 88' Pacheco | 2:11:0 | Portugalia · 78' Pinto | Stade Louis Villemer. Saint-Lô |
|                         |                             |        |                        |                                |

| 21 lipca 2010 16:00 CET | Chorwacja | 0:0Raport | Włochy | Stade Michel Farré. Mondeville Sędzia: Stephan Studer |
|                         |           |           |        |                                                       |

| 24 lipca 2010 16:00 CET | Portugalia | 0:50:3Raport | Chorwacja · 19' (k.) Adrijašević · 25', 37', 69' Pamić · 67' Ozobić | Stade Henry Jeanne. Bayeux Sędzia: Markus Strömbergsson |
|                         |            |              |                                                                     |                                                         |

| 24 lipca 2010 16:00 CET | Hiszpania · Rochina 17' · Pacheco 23' · Calvente 57' (k.) | 3:02:0Raport | Włochy | Stade du Hazé. Flers Sędzia: Vladislav Bezborodov |
|                         |                                                           |              |        |                                                   |

## Półfinały
| 27 lipca 2010 16:00 CET | Hiszpania · Pacheco 12' · Keko 34' · Canales 57' | 3:12:1Raport | Anglia · 37' Bostock | Stade Louis Villemer, Saint-Lô Sędzia: Markus Strömbergsson |
|                         |                                                  |              |                      |                                                             |

| 27 lipca 2010 19:00 CET | Francja · Kakuta 37' · Bakambu 83' | 2:11:1Raport | Chorwacja · 4' Ademi | Stade Michel d’Ornano, Caen Sędzia: Vladislav Bezborodov |
|                         |                                    |              |                      |                                                          |

## Finał
| 30 lipca 2010 19:00 CET | Hiszpania · Rodrigo 18' | 1:21:0Report | Francja · Sunu 49' · Lacazette 85' | Stade Michel d’Ornano, Caen Sędzia: Stephan Studer |
|                         |                         |              |                                    |                                                    |

## Strzelcy
4 gole
- Daniel Pacheco

3 gole
- Zvonko Pamić
- Cédric Bakambu
- Alexandre Lacazette

2 gole
- Frank Nouble
- Antoine Griezmann
- Franko Andrijašević
- Gaël Kakuta
- Rodrigo Moreno

1 gol
- David Alaba
- Marco Djuricin
- Gernot Trauner
- John Bostock
- Thomas Cruise
- Matt Phillips
- Arijan Ademi
- Thiago Alcântara
- Ezequiel Calvente
- Sergio Canales
- Sergio Gontán
- Rubén Rochina
- Enzo Reale
- Gilles Sunu
- Yannis Tafer
- Jerson Cabral
- Steven Berghuis
- Nélson Oliveira
- Sérgio Oliveira
- Ruben Pinto

gole samobójcze
- Bruno Martins Indi dla Francji